# Live in Mexico City
Live in Mexico City — концертний альбом британського гурту King Crimson, випущений 23 червня 1998 року на лейблі Discipline Global Mobile.

## Композиції
1. Dinosaur — 7:28
2. One Time — 5:57
3. VROOOM VROOOM — 4:49
4. B'Boom — 5:26
5. THRAK — 6:25
6. Sex Sleep Eat Drink Dream — 4:53
7. The Talking Drum — 4:02
8. Larks’ Tongues in Aspic (Part II) — 6:15
9. Neurotica — 4:33
10. 21st Century Schizoid Man — 6:45
11. Prism — 4:18
12. Red — 6:27

## Учасники запису
- Роберт Фріпп — гітара, вокал
- Білл Бруфорд — ударні
- Адріан Белью — ударні, гітара, вокал
- Тоні Левін — бас